# Antiguo Teatro Bartolomé de Medina
El Teatro Bartolomé de Medina fue un teatro ubicado en la ciudad de Pachuca de Soto, estado de Hidalgo, México. Era un edificio de estilo neoclásico, fue construido de 1881 a 1887 y demolido en 1943. Se encontraba ubicado en la confluencia de las calles Leandro Valle y Matamoros cerca de la Plaza Independencia, y era utilizado como recinto oficial de ceremonias públicas.

## Historia

### Construcción e inauguración
La construcción del teatro partió de la iniciativa de la clase política, ya que el Teatro Progreso, ubicado a un costado de la Plaza Independencia, estaba en muy malas condiciones y no cumplía con las necesidades para el tipo de espectáculos que albergaba. El Teatro Progreso es considerado el primer teatro de Pachuca, construido en 1860. En este teatro se realizó la ceremonia de inauguiración de la UAEH, el 3 de marzo de 1869 y el último informe de Juan C. Doria, el 23 de mayo de 1869. En 1874 se decide construir un nuevo teatro, pero el alto costo obligó a suspender la obra; en 1881 Simón Cravioto, compra el terreno para concluir los trabajos.
La construcción del teatro inició en 1881, La obra fue suspendida en 1883 yreanudada en 1885; y se inauguró en el 15 de enero de 1887. La obra estructural del ingeniero Ramón Almaraz, aunque fue concluida por el italiano Cayetano Tangassi, y del escenógrafo Jesús Herrera y Gutiérrez, a quien se le encargó la decoración interior. La fachada, fue terminada cuatro años después, en 1891, y fue construida con cantera de Tezoantla.

### Funciones en el teatro
El 5 de mayo de 1887, se realizó una función en honor a Porfirio Díaz. El 28 de julio de 1912, Francisco I. Madero, visitó Pachuca a quien se le ofreció un banquete en el recinto. En 1919 es cuando se coloca una caseta destinada al cinematógrafo.
El 27 de noviembre de 1922 se solicitaban gatos para exterminar a las ratas que pululaban por la sala y por las plateas y las butacas. A fines de 1926, sucedió un incendio que consumió toda la utilería, el fuego fue sofocado a tiempo, este hecho se atribuyó a un descuido de los encargados de vigilar el teatro. El segundo piso del Teatro funcionó como recinto del Congreso del estado de Hidalgo.
En el teatro en relación con la ópera, llegaron a Pachuca la Gran Compañía de Ópera Italiana de Enrico Odierno y la Gran Compañía Mexicana de Ópera que presentó, “El Barbero de Sevilla” con Alfonso Ortíz Tirado y María Romero Malpica. Entre las compañías de opereta, zarzuela y revista se encontraban la Compañía de la Familia Bell, el Cuadro de Zarzuela y Variedades con Lupita Inclán; la Compañía de Zarzuelas Mexicanas de César Sánchez con Lupe Rivas Cacho; la Compañía de Comedias y Variedades dirigida por Leoncio Martínez; la Compañía de Operetas de Esperanza Iris; la Gran Compañía de Revistas y Atracciones Modernas de Cuatezón Beristáin y la Gran Compañía de Revistas Artistas Unidos, por citar solo algunas. En el teatro destacaron la Compañía de Alta Comedia de Ricardo Mutio y Prudencia Grifell, la Gran Compañía de Comedia y Drama de Esteban Villanova, la Compañía de Drama y Alta Comedia de Julio Taboada y la Compañía Dramática de Virginia Fábregas.
En 1929 el teatro dejó de presentar espectáculos y a partir de entonces fue escenario de peleas de box y lucha libre.   El sábado 9 de marzo de 1935 se anunció la pelea de Rodolfo Casanova, por lo que el teatro se llenó completamente, sin embargo, esta pelea no se presentó y el público comenzó a protestar. Un día después, el lugar era un montón de astillas y hierros rotos, las bancas fueron arrojadas fuera de los palcos y el foro destruido completamente.
El 28 de marzo de 1936, se anunció una vez más la remodelación del edificio, en especial del escenario y del lunetario, sin embargo, a partir de 1936 no se registran eventos en el teatro, a excepción de escasos festivales escolares, mítines políticos o la presentación de alguna compañía. El teatro fue declarado recinto oficial para recibir los restos de Felipe Ángeles, por Decreto Número 18 firmado el 3 de diciembre de 1941.

### Cierre y demolición
José Lugo Guerrero, fue elegido como gobernador en 1941, vendió el teatro a la empresa "Cadena de Oro", propiedad de Maximino Ávila Camacho, hermano del presidente de México, Manuel Ávila Camacho.
El 15 de enero de 1943, se recordó el quincuagésimo sexto aniversario de la inauguración del Teatro Bartolomé de Medina; con el inicio de una breve temporada teatral a cargo de la compañía experimental de Pachuca, dirigida por Luis Ayala Martínez, que concluyó el día 20. Al día siguiente se comenzó con la demolición. En su lugar se construyó un edificio a cargo de Medardo Anaya inaugurado un año y diez meses después.
A esta edificación se le dio el apelativo "Adefesio Reforma", debido en haberle levantado en medio de un panorama hasta entonces homogéneo de construcciones coloniales y porfirianas. El nuevo edificio albergó una sala de cine, consultorios, una academia de música, un restaurante e incluso algunas casas-habitación. En el recinto se exhibían estrenos de cine mexicano e internacional a precios accesibles. En octubre de 1977 se inició la demolición del Edificio Reforma.
En 1957 se construye la Plaza Juárez , en esa plaza se decide construir el Teatro Hidalgo Bartolomé de Medina. Como reemplazo del demolido, aunque primero albergó al Congreso del estado de Hidalgo. Y fue reinaugurado el 18 de marzo de 1987, como recinto cultural.

## Arquitectura
El teatro pertenecía al gobierno estatal y lo arrendaba para presentar diversos espectáculos. El empresario debía ofrecer tres temporadas al año, de ópera, drama, comedia o zarzuela, y el resto del año podía haber temporadas de cine y variedades. En caso de que el gobierno necesitara del espacio para algún evento cívico, el empresario tenía la obligación de proporcionárselo, al igual que dos plateas para el uso de la autoridad gubernamental. Contaba con salón de teatro, foro, caseta destinada al cinematógrafo, cuartos de artistas, salones superiores, cuarto del conserje, bodegas y otras dependencias. Existía también el servicio de restaurante y cantina.